# Dünen von Belvedere-San Marco
Die Dünen von Belvedere-San Marco sind bis zu 12 m hohe, stark bewaldete Dünen an der Strada Statale 352 Cervignano-Grado im Nordosten Oberitaliens. 
Sie bestehen ganz überwiegend aus stark zementiertem Sand, zu geringen Teilen aber auch aus diffusen Stein-Kalzium-Schichten. Die Dünen erstrecken sich von Nordost nach Südwest oder Nordnordost nach Südsüdwest, doch reichen sie in Ausläufern in die Lagune von Grado, wo sie die Hauptinseln bilden. Diese sind die Isola di Gorgo, Villanova, Volpera, Volperassa, Montaron, dann die Isola dei Busiari und San Pietro d’Orio. Den Untergrund, eine weitläufige Ebene, auf der die Dünen entstanden, veränderten ältere Flussbetten in seiner Form; die Dünen sind vor dem Holozän entstanden. Mittels Thermoluminiszenz ließ sich ihre Entstehungszeit vor der Würm-Kaltzeit nachweisen, sie sind also deutlich über 115.000 Jahre alt. Archäologische Funde stammen aus der jüngeren Bronzezeit, also der Zeit zwischen 1500 und 1300 v. Chr.
Lange wurde ihre Entstehung im Zusammenhang mit einer älteren Küstenlinie gesehen, die sich demnach im Rücken der Dünen erstreckte und grosso modo von Ost nach West verlief. Jüngere Untersuchungen im Gebiet zwischen den Mündungen des Tagliamento und des Isonzo haben hier jedoch starke Zweifel aufkommen lassen. Inzwischen geht man davon aus, dass die Entstehung der Dünen nicht auf den Küstenverlauf, sondern auf das Flusssystem zurückgeht. So sei der Paläo-Isonzo zunächst von Nordost nach Südwest geflossen, dann von Nordnordost nach Südsüdwest und schließlich von Norden nach Süden, wobei er sich gleichzeitig immer weiter ostwärts verlagert habe. Dies könnte wiederum auf seismische Aktivitäten in Verbindung mit einer Geländehebung zurückgehen, bzw. Senkungen im Osten und Westen. Auch dürften menschliche Aktivitäten erheblichen Einfluss auf die Gestalt und Entwicklung der Dünen gehabt haben. Insgesamt gilt die Morphologie der Region als eine der umstrittensten des Landes. 